# Esone (mitologia)
Esone (in greco antico: Αἴσων?, Àisōn) è un personaggio della mitologia greca. Fu un principe di Iolco.

## Genealogia
Figlio di Tiro e Creteo, sposò Alcimede e divenne padre di Giasone e Promaco.

## Mitologia
Dopo la morte del loro padre, il fratellastro Pelia prese il trono, esiliando il gemello Neleo e senza dare alcuna eredità a Esone che fece invece suo prigioniero. Memore di un responso di un oracolo che avvertiva la fine della sua vita per mano di uno dei discendenti di Eolo, Pelia mise a morte chiunque potesse essere il suo futuro assassino, risparmiando il solo Esone poiché era molto amato dalla loro madre. 

Esone aveva sposato Polimela e da lei ebbe il figlio Giasone che riuscirono con uno stratagemma a far scampare alla morte portandolo sul monte Pelio, dove fu allevato dal centauro Chirone.
In seguito Giasone tornò nella città dove incontrò Pelia e questi, preso dal timore della profezia, lo mise a capo della spedizione alla ricerca del vello d'oro. Quando infine Giasone recuperò l'oggetto uccidendo un dragone e fece ritorno scoprì che Pelia aveva ucciso Esone. In realtà questi chiese il permesso di uccidersi con le proprie mani, bevendo sangue di toro, (ritenuto velenoso a quel tempo) ed in seguito sua moglie Polimela si uccise con una spada.
Nella versione di Ovidio Esone fu ringiovanito grazie ad un incantesimo di Medea, che questa praticò dopo le richieste del marito Giasone che non voleva vedere il padre soffrire di vecchiaia. L'incantesimo sarebbe avvenuto con il taglio della testa di Esone e di tutte le sue membra, successivamente alla sua morte; dopo di che Medea avrebbe fatto bollire tutto ed Esone sarebbe risorto ringiovanito. Le figlie di Pelia vollero imitarla e finirono con l'uccidere il loro padre.